# Verborgene Leidenschaft
Verborgene Leidenschaft (Originaltitel: Hidden Obsessions) ist ein US-amerikanischer Glamour-Pornofilm des Regisseurs Andrew Blake aus dem Jahr 1993, der als erotisches Meisterwerk der 1990er Jahre gilt.

## Handlung
Der Film handelt von der Schriftstellerin Rachel, die von einem Sammler engagiert wird, um erotische Geschichten zu schreiben. Jede Szene ist eine visuelle Darstellung einer Geschichte.

## Rezeption
Das Lexikon des internationalen Films resümierte: „Erotikfilm um eine Autorin erotischer Geschichten, die ihr Sexleben in Europa aufzufrischen gedenkt.“

## Auszeichnungen
- 1993: XRCO Award – „Best Girl-Girl Scene“ (Janine und Julia Ann)
- 1993: AVN Award – „Best All Girl Sex Scene“ (Janine und Julia Ann)
- 1994: AVN Award – „Best Selling Title of the Year bzw. Top Selling Release of the Year“